# Nouaillé-Maupertuis

Nouaillé-Maupertuis este o comună în departamentul Vienne, Franța. În 2009 avea o populație de 2,751 de locuitori.